# The Revelator
"The Revelator" é o décimo terceiro e último episódio da primeira temporada da série de televisão Sons of Anarchy. O episódio foi escrito e dirigido por Kurt Sutter, o criador da série. Ele foi ao ar originalmente em 26 de novembro de 2008 nos Estados Unidos.

## Enredo
Jax consola Opie, que culpa sua escolha de retornar à SAMCRO pela morte de Donna. Jax visita Tara no hospital para checá-la e ela desaba, culpada pelo assassinato de Kohn e insegura sobre seu futuro com Jax. Ela conta a Jax seus planos de deixar Charming, e ele a acusa de usá-lo para fazer o trabalho sujo. Jax garante a Tara que ela é a única que ele amou. Gemma consola Clay cheio de culpa, mas ordena que ele faça uma cara de forte para seus homens. O pai de Opie, Piney, está ansioso para atingir os One-Niners como "vingança" pela morte de Donna e exige satisfação de Clay. Piney dirige até Oakland e exige uma reunião com Laroy Wayne, e Clay manda Jax, Chibs e Half-Sack atrás dele para impedi-lo de fazer qualquer bagunça. Wayne garante que os Niners não tiveram nada a ver com a morte de Donna. O advogado de Bobby, Rosen, avisa Clay que a amante de Brenan Hefner está se preparando para testemunhar contra Bobby e Opie, e Clay chantageia Elliott Oswald para ajudar SAMCRO a descobrir sua identidade para que possam silenciá-la. Hale implora a Unser para ajudá-lo a derrubar o clube, mas Unser se recusa terminantemente, encorajando Hale a deixar os motoqueiros fazerem sua própria justiça. Hale estende a mão para Jax e diz a ele que suspeita que Clay é culpado de ordenar o assassinato de Opie. Jax confronta Clay e exige a verdade, mas Clay mente e diz a Jax para tirar isso da cabeça pelo bem de SAMCRO. Quando Jax sai do clube, Juice o informa que a amante de Hefner é uma garota de 17 anos, e Jax corre para evitar seu assassinato. Ele para Happy, Chibs e Tig antes de terminar o trabalho, e então briga com Tig (sabendo que ele assassinou Donna por ordem de Clay) no esconderijo antes de sair e beber até dormir no cemitério de Charming. Ele acorda e caminha para o funeral de Donna. Tara dá a ele seu patch da SAMCRO e um beijo, devastando Wendy. Ele lança um olhar astuto para Clay, Gemma e Tig antes de colocar uma flor no caixão e ir embora. Piney segue e entrega a Jax uma nova cópia das memórias de seu pai, declarando que é "hora de mudar". Jax visita o túmulo de seu pai e proclama seu acordo enquanto Gemma e Clay olham, nervosos.

## Recepção

### Crítica
Seth Amitin, da IGN, deu a "The Revelator" uma nota de 8.6/10. Amitin explica que o episódio não foi o que ele esperava e elogiou no geral, encontrando apenas alguns pequenos pontos de crítica. Ele termina sua análise com uma previsão positiva para as temporadas futuras.
Zach Handler, da The A.V. Club, deu a "The Revelator" uma nota A perfeita, elogiando de forma semelhante o episódio final da temporada. Handler vai em mais detalhes resumindo o episódio, desenhando pontos de sucesso como ele faz e não encontra nenhum momento ao longo do episódio para criticar. Embora o estilo de escrita de Handler seja mais coloquial do que outras análises, isso revela sua impressão positiva do episódio. Semelhante a Amitin, Handler também prevê o sucesso futuro da série ao terminar sua crítica com: "... vai ser lindo."

### Audiência
O episódio teve um total de 2,48 milhões de telespectadores em sua exibição original na FX na faixa de 18-49 anos de idade. Apresenta aumento de 0.02 pontos de audiência em relação ao episódio anterior.